# Allentown (Pennsylvania)
Allentown er en amerikansk by og administrativt center for det amerikanske county Lehigh County i staten Pennsylvania. Allentown har 125.845(2020) indbyggere og er den tredjestørste i Pennsylvania efter Philadelphia og Pittsburgh. Byen blev grundlagt i 1762.

## Reference
1. ↑  www.allentownpa.gov, hentet 22. maj 2022 (fra Wikidata).
2. 1 2  USA's folketælling fra 2020, hentet 1. januar 2022 (fra Wikidata).

## Ekstern henvisning
- Wikimedia Commons har flere filer relateret til Allentown (Pennsylvania)
- Allentowns hjemmeside (engelsk)